# Anderemaeus magellanis
Anderemaeus magellanis är en kvalsterart som beskrevs av Hammer 1962. Anderemaeus magellanis ingår i släktet Anderemaeus och familjen Caleremaeidae. Inga underarter finns listade i Catalogue of Life.